# Wadowice
 (décembre 2024).
 (décembre 2024).
Wadowice est une ville du Sud de la Pologne, à 50 km de Cracovie, dans la voïvodie de Petite-Pologne. Le nombre d'habitants de la ville s'élevait à 17 196 en 2024.

## Géographie
Située sur les bords de la rivière Skawa, le long de la route internationale qui relie Cracovie à Cieszyn, Wadowice faisait partie, de 1975 à 1998, à la voïvodie de Bielsko-Biała, avant d'être intégrée en 1999 à celle de Petite-Pologne. La ville est aussi le chef-lieu du powiat de Wadowice.

## Histoire
1327 est la date de la première évocation écrite de Wadowice, dans un hommage au roi de Bohême Jean de Luxembourg, par le prince d'Auschwitz (Oświęcim) Jean Ier le scolastique. En 1430, elle reçoit le statut de ville par le prince d'Auschwitz, Casimir Ier (Kazimierz I). Dans les années 1482 - 1493, la ville est gouvernée par Ladislas de Zator de la dynastie des Piast. Elle est alors une ville tournée vers l'artisanat et le commerce.
En 1819, Wadowice, qui ne comprend que 2 500 âmes, devient le chef-lieu du vaste canton de Wadowice, s'étendant sur 3 380 km² et comprenant 10 villes, 2 pôles commerciaux et 340 villages, avec une population comptant 350 000 habitants. Le premier gouverneur de Wadowice est alors Louis de Sertes.
De 1867 à 1975, la ville devient le chef-lieu du Powiat.
Le 27 mai 2006, Wadowice reçoit la visite du pape Benoît XVI.

## Personnalités nées à Wadowice
- L'aviateur Godwin Brumowski y est né en 1889.
- Le général Kurt von Jesser y est né en 1890.
- Karol Wojtyła, qui y est né le 18 mai 1920, devient le pape Jean-Paul II en 1978.
- L'actrice Maria Kowalska y est née en 1996.

## Monuments religieux
- L'appartement natal de Karol Wojtyła, situé au 7, rue Kościelna, où le futur pape a vécu toute son enfance. Depuis sa béatification, le 1er mai 2011, le lieu a été rénové pour devenir un centre de pèlerinage.
- La basilique de Wadowice date du XIXe siècle : "Église de la Présentation de la Vierge Marie " :

Vers 1325, il y avait à l'emplacement de la basilique une petite église en bois. Un grand incendie détruisit en 1440 une partie de la ville, ainsi que cette petite église, qui fut remplacée par un nouvel édifice en brique à la fin du XVe siècle. 
Le 18 mai 1726, l'église fit à nouveau détruite par un incendie. Entre 1792 et 1798, l'église actuelle fut édifiée dans le style baroque tardif, avec une imposante façade et un grand portail : elle fut consacrée le 29 septembre 1808, par Mgr. Andrzej Rawa-Gawronski, évêque de Cracovie. En 1836, le Pape Grégoire XVI lui conféra le titre de Basilique mineure, sous le titre d’Église du Sacrifice de la Vierge Marie. En 1857, le célèbre architecte de la ville, Tomasz Prylinski, a restauré la façade et le portail de la Basilique. Après les bombardements de Janvier 1945, une reconstruction partielle de l'édifice a pu être réalisée... 
C'est dans cette église que l'enfant Karol Wojtyla, qui devait devenir le Pape Jean Paul II, a été baptisé, le 19 mai 1920.
Plus récemment, la basilique a été embellie par un nouveau sol en marbre, en 2000, et par de belles peintures polychromes murales, en 2003. Dans un des transepts, la basilique conserve les reliques de saint Joseph Kalinowski.

Le grand-orgue de la basilique, construit par le Facteur Zdzislaw Mollin, et comportant 27 jeux, a été inauguré le 13 octobre 2010.
La basilique de Wadowice est devenue un lieu de pèlerinage, au même titre que la maison natale du Pape Jean Paul II.
- Synagogue de Wadowice détruite par les Allemands en 1939.